# 1991 UN3
1991 UN3 är en asteroid i huvudbältet som upptäcktes den 31 oktober 1991 av de båda japanska astronomerna Seiji Ueda och Hiroshi Kaneda i Kushiro.
Asteroiden har en diameter på ungefär 4 kilometer.